# Liadytidae
Liadytidae zijn een uitgestorven familie van kevers. De familie is voor het eerst wetenschappelijk beschreven in 1977 door Ponomarenko.

## Taxonomie
De familie is als volgt onderverdeeld:
- Geslacht Angaragabus Ponomarenko, 1963  †
- Geslacht Liadytes Ponomarenko, 1963  †